# Tatiana Markus

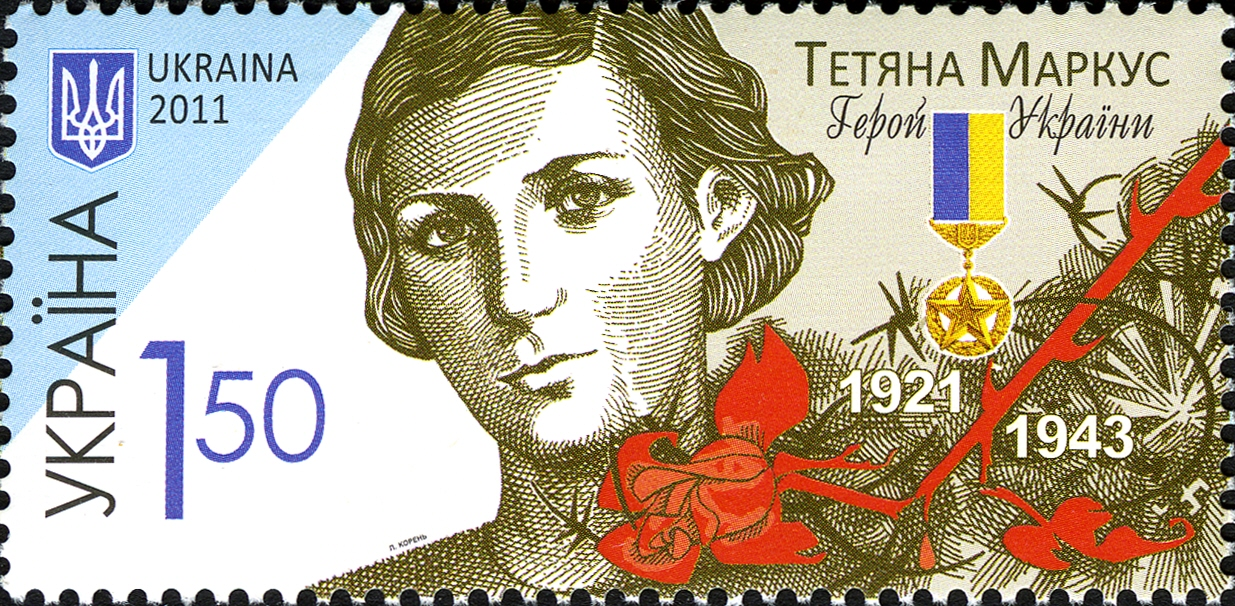
Timbru din 2011 ce a onorat memoria Tatianei Markus

Tatiana Markus (în ucraineană Тетяна Маркус; n. 21 septembrie 1921, Romnî, RSS Ucraineană, URSS – d. 29 ianuarie 1943, Kiev, Reichskomisariatul Ucraina) a fost o membră a organizației de partizani antinaziști din Kiev.

## Biografie
Tatiana Markus s-a născut în ștetl-ul din Romnî într-o familie evreiască numeroasă. La câțiva ani după nașterea ei, familia ei s-a mutat la Kiev. Ea a absolvit nouă clase la Școala nr. 44. În 1938 a lucrat ca secretară a biroului de personal al departamentului de transport de pasageri al companiei PZZ (Căile Ferate de Sud-Vest). În vara anului 1940 a fost trimisă la Chișinău, unde a lucrat la compania orășenească de tramvaie și troleibuze.
După ce eliberarea Chișinăului de către Armata Română și ocuparea Kievului de către Armata Germană, Tatiana Markus a început să participe în mod activ la activitățile subversive ale partizanilor sovietici împotriva ocupanților. Ea a luat parte în mod repetat la acte de sabotaj împotriva naziștilor, aruncând o grenadă ascunsă într-un buchet de crizanteme împotriva unor soldați germani ce mărșăluiau. Cu ajutorul unor documente false, Markus a inventat legenda că era fiica unui prinț georgian executat de bolșevici și s-a înregistrat într-o casă particulară sub numele de Marcousisse. Sub acest nume a fost angajată să lucreze în bucătăria unui ofițer. Acolo, ea și-a continuat cu succes activitățile de sabotaj, turnând otravă în mâncare. Mai mulți ofițeri SS au murit, fără ca Tatiana să fie suspectată. În plus, ea a împușcat un valoros informator al Gestapo-ului și a transmis partizanilor informații despre trădătorii care colaborau cu Gestapo-ul. Mulți ofițeri din armata germană au fost atrași de frumusețea ei și au încercat să o urmărească. Unul dintre ei era un ofițer de rang înalt de la Berlin, care a fost împușcat mortal de Tatiana Markus în apartamentul lui, după ce venise să lupte împotriva partizanilor. În perioada 1941-1943 ea a ucis zeci de soldați și ofițeri germani.
Odată, după ce a împușcat un ofițer nazist, a lăsat un bilet: Pe toți, șerpi fasciști, vă așteaptă aceeași soartă. Tetiana Markosidze. Conducerea organizației de partizani sovietici a hotărât să o scoată pe Tatiana din oraș, dar nu a reușit să facă acest lucru. Pe 22 august 1942 ea a fost capturată de Gestapo în timp ce încerca să traverseze Niprul. A fost torturată cu cruzime în sediul Gestapo-ului timp de cinci luni, dar nu a trădat pe nimeni. Pe 29 ianuarie 1943 Tatiana Markus a fost împușcată.

## Moștenire
- În perioada sovietică a fost amplasată o placă memorială pe clădirea Școlii nr. 44 din Kiev. Acesta a fost distrusă în primăvara anului 2016.[5]
- Ea a primit titlul de Erou al Ucrainei cu Steaua de Aur pe 21 septembrie 2006 - pentru curajul personal, sacrificiul eroic și invincibilitatea spiritului în lupta împotriva invadatorilor fasciști în Marele Război pentru Apărarea Patriei din 1941-1945 [6]
- Pe 1 decembrie 2009 a fost dezvelit un monument dedicat ei în râpa Babi Iar.[7]
- În septembrie 2011 a fost emis un timbru ucrainean dedicat Tatianei Markus.